# مگنونیکس
مگنونیکس شاخه‌ای جدید از مغناطیس مدرن است که می‌توان آن را زیر شاخه‌ای از فیزیک حالت جامد مدرن در نظر گرفت. مگنونیکس ترکیبی از مطالعه امواج و مغناطیس است. هدف اصلی آن بررسی عملکرد امواج اسپین در عناصر با ساختار نانو است. امواج اسپین در واقع، نظم مجدد در حال انتشار مغناطیس در یک ماده هستند که از گذر گشتاورهای مغناطیسی ناشی می‌شوند. گشتاورهای مغناطیسی از گشتاورهای اوربیتالی و اسپینی الکترون ایجاد می‌شوند، اکثراً همین گشتاور اسپینی می‌باشد که به گشتاور مغناطیسی خالص کمک می‌کند.
به دنبال موفقیت هارد دیسک مدرن، علاقه زیادی به ذخیره‌سازی داده‌ها به روش مغناطیسی در آینده و استفاده از امواج اسپینی برای چیزهایی مانند منطق «مگنونیک» و ذخیره‌سازی داده‌ها وجود دارد. مشابها، به نظر می‌رسد اسپینترونیکس از درجه آزادی اسپین ذاتی برای تکمیل ویژگی بار موفق الکترون مورد استفاده در الکترونیک معاصر استفاده کند. مغناطیس مدرن به درک بیشتر رفتار مغناطیسی در مقیاس‌های بسیار کوچک (زیر میکرومتر) طول و مقیاس‌های بسیار سریع (زیر نانوثانیه) زمانی و چگونگی به‌کارگیری آن‌ها به منظور بهبود فناوری‌های موجود یا تولید فناوری‌های جدید و مفاهیم محاسباتی، می‌پردازد. در بخش مهندسی برق و کامپیوتر دانشگاه ملی سنگاپور، یک دستگاه گشتاور مگنون اختراع شده و بعدها عیب‌گیری شد، که بر اساس چنین کاربردهای بالقوه ای استوار است. نتایج آن در ۲۹ نوامبر ۲۰۱۹ در Science منتشر شد.
کریستال مگنونیک یک فراماده مغناطیسی با خواص مغناطیسی دوره‌ای است. همانند فرامواد مرسوم، به جای اینکه خواص آنها مستقیماً ناشی از ساختار نواری یا ترکیب آن‌ها باشد، از ساختار هندسی حاصل می‌شود. ناهمگونی‌های فضایی کوچک یک رفتار ماکروسکوپی اثرگذار ایجاد می‌کنند که منجر به ویژگی‌هایی می‌شود که به صورت آماده در طبیعت یافت نمی‌شوند. با پارامترهای دوره‌ای مانند نفوذپذیری نسبی یا اشباع مغناطیسی، این امکان وجود دارد که شکاف‌های باند «مگنونیک» در مواد ایجاد شود. با تنظیم اندازه این شکاف باند، فقط حالت‌های موج اسپینی که می‌توانند از شکاف باند عبور کنند، می‌توانند از طریق آن منتشر شوند که سبب انتشار گزینشی فرکانس‌های موج اسپین خاصی می‌شود. به پلاریتون سطح ماگنون مراجعه کنید.

## تئوری
امواج اسپین می‌توانند در محیط‌های مغناطیسی با نظم مغناطیسی‌ای مانند فرومغناطیس‌ها و ضد فرومغناطیس‌ها انتشار یابند. فرکانس‌های پیشروی مغناطیسی به مواد و پارامترهای مغناطیسی آن بستگی دارد، به‌طور کلی فرکانس‌های پیش‌رونده در مایکروویو از ۱ تا ۱۰۰ گیگاهرتز است. رزونانس‌های تبادلی در مواد خاص حتی می‌توانند فرکانس‌هایی تا چند تراهرتز داشته باشند. این فرکانس پیشروی بالاتر، احتمالات جدیدی را برای پردازش سیگنال آنالوگ و دیجیتال ممکن می‌سازد.

شکل ۱ - دیاگرام فاز یک انتقال فاز کوانتومی مرتبه دوم

امواج اسپین خود دارای سرعت گروهی در مرتبهٔ چند کیلومتر بر ثانیه هستند. میرایی امواج اسپین در یک ماده مغناطیسی همچنین باعث می‌شود دامنه موج اسپین با فاصله کاهش یابد، یعنی فاصله‌ای که امواج اسپین با انتشار آزادانه می‌توانند طی کنند معمولاً تنها چند ۱۰ میکرومتر است. میرایی مغناطیسی شدن دینامیکی از منظر پدیده‌شناسی توسط ثابت میرایی گیلبرت در معادلهٔ لاندو-لیفشیتز گیلبرت (معادله LLG) در نظر گرفته شده‌است، سازوکار از دست دادن انرژی به‌طور کامل درک نشده، اما مشخص شده که به صورت میکروسکپی از پراکندگی مگنون-مگنون (مگنون کوازی‌پارتیکل ناشی از شکل ۱ است)، پراکندگی مگنون-فونون و تلفات ناشی از جریان‌های گردابی به وجود می‌آید. معادله لاندو-لیفشیتز-گیلبرت «معادله حرکت» برای فرایند مغناطیسی شدن است. تمام ویژگی‌های سیستم‌های مغناطیسی مانند میدان بایاس اعمال شده، تبادل نمونه، ناهمسانگردی و میدان‌های دوقطبی بر اساس یک میدان مغناطیسی «موثر» توصیف شده‌اند که وارد معادله لاندو-لیفشیتز-گیلبرت می‌شود. بررسی میرایی در سیستم‌های مغناطیسی یک موضوع تحقیقاتی مدرن در حال انجام است. معادله LL در سال ۱۹۳۵ توسط لاندو و لیفشیتز برای مدل‌سازی حرکت پیش‌روندهٔ مغناطیسی شدن {\displaystyle \mathbf {M} } در یک جامد با میدان مغناطیسی مؤثر {\displaystyle \mathbf {H} _{\mathrm {eff} }} و با میرایی معرفی شد. بعدها گیلبرت اصطلاح میرایی را اصلاح کرد که در حد میرایی کوچک نتایج یکسانی ایجاد می‌کند. معادله LLG عبارت است از،
{\displaystyle {\frac {\partial {\textbf {m}}}{\partial t}}\,=\,-\gamma \,{\textbf {m}}\times {\textbf {H}}_{\mathrm {eff} }\,+\,\alpha \,{\textbf {m}}\times {\frac {\partial {\textbf {m}}}{\partial t}}\,.\qquad }
ثابت {\displaystyle \alpha } پارامتر میرایی پدیده‌شناختی گیلبرت می‌باشد که به جامد وابسته است همچنین {\displaystyle \gamma } نسبت ژیرو مغناطیسی الکترون است. اینجا داریم {\displaystyle {\textbf {m}}={\textbf {M}}/{\mathrm {M} _{S}}\,.}ا.
تحقیقات در زمینهٔ مغناطیس، مانند بقیه علوم مدرن، با رویکردهای نظری و تجربی در کنار هم انجام می‌شود. هر دو رویکرد در کنار هم کار می‌کنند به گونه‌ای که آزمایش‌ها پیش‌بینی‌های تئوری را مورد آزمون قرار می‌دهند و تئوری شرح و پیش‌بینی آزمایش‌های جدید را ارائه می‌دهد. بخش نظری بر مدل‌سازی و شبیه‌سازی عددی تمرکز دارد که اصطلاحاً مدل‌سازی میکرومغناطیسی نامیده می‌شود. برنامه‌هایی مانند OOMMF یا NMAG حل کننده‌های میکرومغناطیسی هستند که معادله LLG را به صورت عددی با شرایط مرزی مناسب حل می‌کنند. قبل از شروع شبیه‌سازی، پارامترهای مغناطیسی نمونه و مغناطیس شدن اولیه و جزئیات میدان بایاس بیان شده‌است.

## آزمایش
از نظر تجربی، روش‌های زیادی برای مطالعه پدیده‌های مغناطیسی وجود دارد که هر کدام محدودیت‌ها و مزایای خاص خود را دارند. روش‌های آزمایشی را می‌توان بر اساس حوزه زمان (TR-MOKE پمپ‌شده نوری و میدانی)، حوزه میدان (رزونانس فرومغناطیسی (FMR)) و تکنیک‌های حوزه فرکانس (پراکندگی نور بریلوین (BLS)، تحلیل‌گر شبکه برداری - تشدید فرومغناطیسی (VNA-FMR)) بودن آن‌ها تفکیک نمود. تکنیک‌های حوزه زمان این امکان را فراهم می‌کنند که پیشرفت زمانی فرایند مغناطیسی شدن به‌طور غیرمستقیم از طریق ثبت واکنش قطبی شدن نمونه دنبال شود. مغناطیسی شدن را می‌توان به کمک چرخش «کر» نتیجه گرفت. تکنیک‌های حوزه میدانی مانند FMR با استفاده از میدان مایکروویو CW فرایند مغناطیسی شدن را تحریک می‌کنند. با اندازه‌گیری میزان جذب تابش مایکروویو توسط نمونه هنگامی که یک میدان مغناطیسی خارجی جابه‌جا می‌شود، اطلاعاتی در مورد تشدید مغناطیسی در نمونه به دست می‌آید. نکته مهم این است که فرکانسی که در فرایند مغناطیسی شدن پیشروی می‌کند به شدت میدان مغناطیسی اعمال شده بستگی دارد. با افزایش شدت میدان خارجی، فرکانس پیش‌رونده نیز افزایش می‌یابد. تکنیک‌های حوزه فرکانس مانند VNA-FMR، واکنش مغناطیسی ناشی از تحریک توسط جریان RF را بررسی می‌کنند، فرکانس جریان در محدوده گیگاهرتز تغییر می‌کند و دامنه جریان ارسالی یا منعکس‌شده را می‌توان اندازه‌گیری کرد.
لیزرهای فوق سریع مدرن، دقت تفکیک زمانی در مرتبهٔ فمتوثانیه (fs) را برای تکنیک‌های حوزه زمان امکان‌پذیر می‌کنند، چنین ابزارهایی اکنون در محیط‌های آزمایشگاهی استاندارد هستند. بر اساس اثر مغناطیسی - نوری کر (به شکل ۲ توجه کنید)،

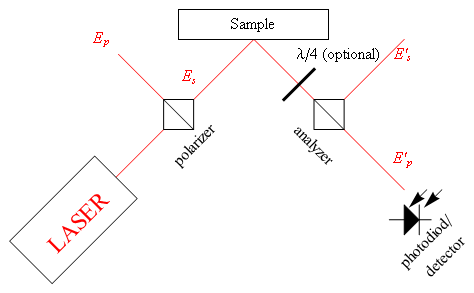
شکل ۲- آزمایش نوری برای مشاهدهٔ اثر مغناطیسی - نوری کر

TR-MOKE یک تکنیک پمپ-کاوشگر است که در آن یک منبع لیزری پالسی نمونه را با دو پرتو لیزر جداگانه روشن می‌کند. پرتو پمپ برای برانگیختن یا برهم زدن نمونه از حالت تعادل طراحی شده‌است، این پرتو بسیار شدید طراحی شده تا شرایط بسیار غیرمتعادلی را در ماده نمونه ایجاد کند که الکترون و در نتیجه فونون و سیستم اسپین را برانگیزد. حالت‌های موج اسپین در انرژی بالا برانگیخته می‌شوند و به دنبال آن حالت‌های پایینی را در طول مسیر استراحت خود پر می‌کنند. پرتو کاوشگر که به‌طور قابل توجهی ضعیف‌تر است، با پرتو پمپ روی سطح ماده مگنونیک هم‌پوشانی فضایی دارد. پرتو کاوشگر در امتداد یک خط تأخیری عبور داده می‌شود که یک روش مکانیکی برای افزایش طول مسیر کاوشگر می‌باشد. با افزایش طول مسیر، کاوشگر نسبت به پرتو پمپ دچار تأخیر می‌شود و در زمان دیرتری به سطح نمونه می‌رسد. تفکیک زمانی در آزمایش با تغییر فاصله تأخیر ایجاد می‌شود. هنگامی که از موقعیت خط تأخیر گذر می‌شود، خواص پرتو منعکس شده اندازه‌گیری می‌شود. هنگامی که امواج اسپین در گسترش می‌یابند، چرخش کر اندازه‌گیری شده متناسب با مغناطیسی شدن دینامیکی است. تفکیک زمانی تنها با عرض زمانی پالس لیزر محدود می‌شود. این، امکان متصل کردن اپتیک‌های فوق سریع را به یک برانگیختگی موج اسپین محلی و تشخیص بدون تماس در فرامواد مگنونیک، فوتومگنونیک‌ها، فراهم می‌کند.